# Venoy
Venoy és un municipi francès, situat al departament del Yonne i a la regió de Borgonya - Franc Comtat. L'any 2007 tenia 1.687 habitants.

## Demografia

### Població
El 2007 la població de fet de Venoy era de 1.687 persones. Hi havia 635 famílies, de les quals 125 eren unipersonals (58 homes vivint sols i 67 dones vivint soles), 226 parelles sense fills, 255 parelles amb fills i 29 famílies monoparentals amb fills.
La població ha evolucionat segons el següent gràfic:
Habitants censats

### Habitatges
El 2007 hi havia 699 habitatges, 644 eren l'habitatge principal de la família, 23 eren segones residències i 32 estaven desocupats. 685 eren cases i 10 eren apartaments. Dels 644 habitatges principals, 567 estaven ocupats pels seus propietaris, 62 estaven llogats i ocupats pels llogaters i 16 estaven cedits a títol gratuït; 3 tenien una cambra, 23 en tenien dues, 97 en tenien tres, 201 en tenien quatre i 319 en tenien cinc o més. 517 habitatges disposaven pel capbaix d'una plaça de pàrquing. A 210 habitatges hi havia un automòbil i a 402 n'hi havia dos o més.

### Piràmide de població
La piràmide de població per edats i sexe el 2009 era:
| Homes | Edats   | Dones |
| ----- | ------- | ----- |
| 0     | 95 o +  | 4     |
| 0     | 90 a 94 | 0     |
| 0     | 85 a 89 | 8     |
| 4     | 80 a 84 | 8     |
| 4     | 75 a 79 | 12    |
| 20    | 70 a 74 | 28    |
| 28    | 65 a 69 | 20    |
| 44    | 60 a 64 | 52    |
| 52    | 55 a 59 | 36    |
| 72    | 50 a 54 | 68    |
| 72    | 45 a 49 | 76    |
| 68    | 40 a 44 | 56    |
| 68    | 35 a 39 | 64    |
| 36    | 30 a 34 | 64    |
| 36    | 25 a 29 | 40    |
| 60    | 20 a 24 | 64    |
| 80    | 15 a 19 | 44    |
| 52    | 10 a 14 | 36    |
| 56    | 5 a 9   | 44    |
| 64    | 0 a 4   | 28    |

## Economia
El 2007 la població en edat de treballar era de 1.180 persones, 825 eren actives i 355 eren inactives. De les 825 persones actives 790 estaven ocupades (421 homes i 369 dones) i 37 estaven aturades (15 homes i 22 dones). De les 355 persones inactives 118 estaven jubilades, 167 estaven estudiant i 70 estaven classificades com a «altres inactius».

### Ingressos
El 2009 a Venoy hi havia 685 unitats fiscals que integraven 1.731 persones, la mediana anual d'ingressos fiscals per persona era de 19.918 €.

### Activitats econòmiques
Dels 53 establiments que hi havia el 2007, 2 eren d'empreses extractives, 3 d'empreses de fabricació d'altres productes industrials, 13 d'empreses de construcció, 7 d'empreses de comerç i reparació d'automòbils, 5 d'empreses de transport, 7 d'empreses d'hostatgeria i restauració, 2 d'empreses d'informació i comunicació, 3 d'empreses financeres, 2 d'empreses immobiliàries, 4 d'empreses de serveis, 4 d'entitats de l'administració pública i 1 d'una empresa classificada com a «altres activitats de serveis».
Dels 18 establiments de servei als particulars que hi havia el 2009, 1 era una oficina de correu, 3 tallers de reparació d'automòbils i de material agrícola, 4 paletes, 3 guixaires pintors, 2 lampisteries, 1 electricista i 4 restaurants.
L'únic establiment comercial que hi havia el 2009 era una floristeria.
L'any 2000 a Venoy hi havia 26 explotacions agrícoles que ocupaven un total de 2.322 hectàrees.

## Equipaments sanitaris i escolars
El 2009 hi havia una escola elemental.

## Poblacions més properes
El següent diagrama mostra les poblacions més properes.